# Serie de Japón
La Serie de Japón (日本シリーズ, Nihon Shiriizu) es el nombre que recibe la fase final de la Liga Japonesa de Béisbol Profesional, que se celebra desde 1950. Consta de una ronda al mejor de 7 partidos que enfrenta al campeón de la Liga Central y el de la Liga del Pacífico.
Las Series suelen celebrarse entre los meses de octubre y noviembre, y están consideradas como el principal torneo de béisbol de Japón. El primero que gana cuatro partidos se convierte en el vencedor, es declarado como Campeón de las Series (日本一 Nippon Ichi, primero de Japón) y representa a su país en las Series de Asia.
Cada partido se juega con las normas del equipo de casa. Esto significa por ejemplo que, si un equipo de la Liga del Pacífico juega en su estadio, los dos clubes podrán usar bateador designado, algo que en Liga Central no se permite. Cada partido dura 9 entradas ampliables hasta 15, y en caso de persistir el empate se debe repetir el encuentro.
A lo largo de su historia ha habido varios sistemas para determinar el campeón, y si bien en años anteriores se enfrentaban los campeones de cada liga, desde 2003 la Liga del Pacífico decidió realizar un playoff (climax series) entre los tres primeros para determinar el campeón de su división, algo similar a las Series Mundiales de la MLB. En 2007, la Liga Central decidió adoptar el mismo sistema para elegir a su campeón.
En el palmarés, los clubes de la Liga Central han conseguido 35 títulos frente a los 28 de la Liga del Pacífico. El equipo que más veces ha ganado la Serie de Japón es Yomiuri Giants, con 22 campeonatos en su haber.

## Palmarés

### Campeones por año

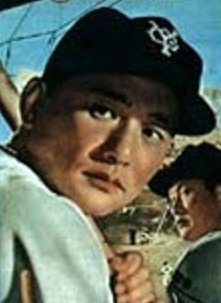
Tetsuharu Kawakami consiguió como entrenador 8 títulos consecutivos con los Giants.

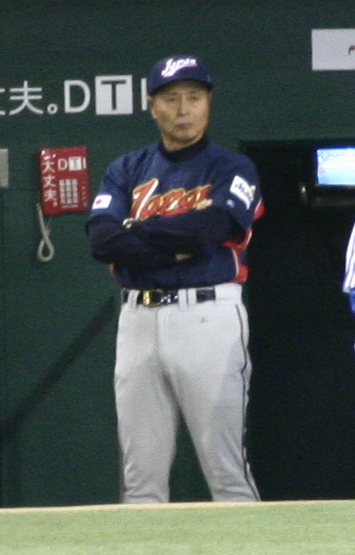
Sadaharu Oh logró 11 Series como jugador de Giants y 2 como entrenador de Fukuoka.

| Liga Central | Liga del Pacífico |

| Año  | Campeón                           | Finalista                         | Serie | MVP                              |
| ---- | --------------------------------- | --------------------------------- | ----- | -------------------------------- |
| 1950 | Mainichi Orions (LP)              | Shochiku Robins (LC)              | 4-2   | Kaoru Bettou                     |
| 1951 | Yomiuri Giants (LC)               | Nankai Hawks (LP)                 | 4-2   | Yukou Minamimura                 |
| 1952 | Yomiuri Giants (LC)               | Nankai Hawks (LP)                 | 4-2   | Takehiko Bessho                  |
| 1953 | Yomiuri Giants (LC)               | Nankai Hawks (LP)                 | 4-2-1 | Tetsuharu Kawakami               |
| 1954 | Chunichi Dragons (LC)             | Nishitetsu Lions (LP)             | 4-3   | Shigeru Sugishita                |
| 1955 | Yomiuri Giants (LC)               | Nankai Hawks (LP)                 | 4-3   | Takehiko Bessho                  |
| 1956 | Nishitetsu Lions (LP)             | Yomiuri Giants (LC)               | 4-2   | Yasumitsu Toyoda                 |
| 1957 | Nishitetsu Lions (LP)             | Yomiuri Giants (LC)               | 4-0-1 | Hiroshi Oshita                   |
| 1958 | Nishitetsu Lions (LP)             | Yomiuri Giants (LC)               | 4-3   | Kazuhisa Inao                    |
| 1959 | Nankai Hawks (LP)                 | Yomiuri Giants (LC)               | 4-0   | Tadashi Sugiura                  |
| 1960 | Taiyō Whales (LC)                 | Oriones Daimai (LP)               | 4-0   | Akihito Kondo                    |
| 1961 | Yomiuri Giants (LC)               | Nankai Hawks (LP)                 | 4-2   | Toshio Miyamoto                  |
| 1962 | Toei Flyers (LP)                  | Hanshin Tigers (LC)               | 4-2-1 | Masayuki Dobashi Masayuki Tanemo |
| 1963 | Yomiuri Giants (LC)               | Nishitetsu Lions (LP)             | 4-3   | Shigeo Nagashima                 |
| 1964 | Nankai Hawks (LP)                 | Hanshin Tigers (LC)               | 4-3   | Joe Stanka                       |
| 1965 | Yomiuri Giants (LC)               | Nankai Hawks (LP)                 | 4-1   | Shigeo Nagashima                 |
| 1966 | Yomiuri Giants (LC)               | Nankai Hawks (LP)                 | 4-2   | Isao Shibata                     |
| 1967 | Yomiuri Giants (LC)               | Hankyu Braves (LP)                | 4-2   | Masaaki Mori                     |
| 1968 | Yomiuri Giants (LC)               | Hankyu Braves (LP)                | 4-2   | Shigeru Takada                   |
| 1969 | Yomiuri Giants (LC)               | Hankyu Braves (LP)                | 4-2   | Shigeo Nagashima                 |
| 1970 | Yomiuri Giants (LC)               | Lotte Orions (LP)                 | 4-1   | Shigeo Nagashima                 |
| 1971 | Yomiuri Giants (LC)               | Hankyu Braves (LP)                | 4-1   | Toshimitsu Suetsugu              |
| 1972 | Yomiuri Giants (LC)               | Hankyu Braves (LP)                | 4-1   | Tsuneo Horiuchi                  |
| 1973 | Yomiuri Giants (LC)               | Nankai Hawks (LP)                 | 4-1   | Tsuneo Horiuchi                  |
| 1974 | Lotte Orions (LP)                 | Chunichi Dragons (LC)             | 4-2   | Sumio Hirota                     |
| 1975 | Hankyu Braves (LP)                | Hiroshima Toyo Carp (LC)          | 4-0-1 | Takashi Yamaguchi                |
| 1976 | Hankyu Braves (LP)                | Yomiuri Giants (LC)               | 4-3   | Yutaka Fukumoto                  |
| 1977 | Hankyu Braves (LP)                | Yomiuri Giants (LC)               | 4-1   | Hisashi Yamada                   |
| 1978 | Tokyo Yakult Swallows (LC)        | Hankyu Braves (LP)                | 4-3   | Katsuo Osugi                     |
| 1979 | Hiroshima Toyo Carp (LC)          | Kintetsu Buffaloes (LP)           | 4-3   | Yoshihiko Takahashi              |
| 1980 | Hiroshima Toyo Carp (LC)          | Kintetsu Buffaloes (LP)           | 4-3   | Jim Lyttle                       |
| 1981 | Yomiuri Giants (LC)               | Nippon Ham Fighters (LP)          | 4-2   | Takashi Nishimoto                |
| 1982 | Seibu Lions (LP)                  | Chunichi Dragons (LC)             | 4-3   | Osamu Higashio                   |
| 1983 | Seibu Lions (LP)                  | Yomiuri Giants (LC)               | 4-3   | Takuji Ota                       |
| 1984 | Hiroshima Toyo Carp (LC)          | Hankyu Braves (LP)                | 4-3   | Kiyoyuki Nagashima               |
| 1985 | Hanshin Tigers (LC)               | Seibu Lions (LP)                  | 4-2   | Randy Bass                       |
| 1986 | Seibu Lions (LP)                  | Hiroshima Carp (LC)               | 4-3-1 | Kimiyasu Kudo                    |
| 1987 | Seibu Lions (LP)                  | Yomiuri Giants (LC)               | 4-2   | Kimiyasu Kudo                    |
| 1988 | Seibu Lions (LP)                  | Chunichi Dragons (LC)             | 4-1   | Hiromichi Ishige                 |
| 1989 | Yomiuri Giants (LC)               | Kintetsu Buffaloes (LP)           | 4-3   | Norihiro Komada                  |
| 1990 | Seibu Lions (LP)                  | Yomiuri Giants (LC)               | 4-0   | Orestes Destrade                 |
| 1991 | Seibu Lions (LP)                  | Hiroshima Toyo Carp (LC)          | 4-3   | Kouji Akiyama                    |
| 1992 | Seibu Lions (LP)                  | Yakult Swallows (LC)              | 4-3   | Takehiro Ishii                   |
| 1993 | Yakult Swallows (LC)              | Seibu Lions (LP)                  | 4-3   | Kenjiro Kawasaki                 |
| 1994 | Yomiuri Giants (LC)               | Seibu Lions (LP)                  | 4-1   | Hiromi Makihara                  |
| 1995 | Tokyo Yakult Swallows (LC)        | Orix BlueWave (LP)                | 4-1   | Thomas O'Malley                  |
| 1996 | Orix BlueWave (LP)                | Yomiuri Giants (LC)               | 4-1   | Troy Neel                        |
| 1997 | Tokyo Yakult Swallows (LC)        | Seibu Lions (LP)                  | 4-1   | Atsuya Furuta                    |
| 1998 | Yokohama BayStars (LC)            | Seibu Lions (LP)                  | 4-2   | Takanori Suzuki                  |
| 1999 | Fukuoka Daiei Hawks (LP)          | Chunichi Dragons (LC)             | 4-1   | Kouji Akiyama                    |
| 2000 | Yomiuri Giants (LC)               | Fukuoka Daiei Hawks (LP)          | 4-2   | Hideki Matsui                    |
| 2001 | Tokyo Yakult Swallows (LC)        | Osaka Kintetsu Buffaloes (LP)     | 4-1   | Atsuya Furuta                    |
| 2002 | Yomiuri Giants (LC)               | Seibu Lions (LP)                  | 4-0   | Tomohiro Nioka                   |
| 2003 | Fukuoka Daiei Hawks (LP)          | Hanshin Tigers (LC)               | 4-3   | Toshiya Sugiuchi                 |
| 2004 | Seibu Lions (LP)                  | Chunichi Dragons (LC)             | 4-3   | Takashi Ishii                    |
| 2005 | Chiba Lotte Marines (LP)          | Hanshin Tigers (LC)               | 4-0   | Toshiaki Imae                    |
| 2006 | Hokkaido Nippon Ham Fighters (LP) | Chunichi Dragons (LC)             | 4-1   | Atsunori Inaba                   |
| 2007 | Chunichi Dragons (LC)             | Hokkaido Nippon Ham Fighters (LP) | 4-1   | Norihiro Nakamura                |
| 2008 | Saitama Seibu Lions (LP)          | Yomiuri Giants (LC)               | 4-3   | Takayuki Kishi                   |
| 2009 | Yomiuri Giants (LC)               | Hokkaido Nippon Ham Fighters (LP) | 4-2   | Shinnosuke Abe                   |
| 2010 | Chiba Lotte Marines (LP)          | Chunichi Dragons (LC)             | 4-2-1 | Toshiaki Imae                    |
| 2011 | Fukuoka SoftBank Hawks (LP)       | Chunichi Dragons (LC)             | 4-3   | Hiroki Kokubo                    |
| 2012 | Yomiuri Giants (LC)               | Hokkaido Nippon Ham Fighters (LP) | 4-2   | Tetsuya Utsumi                   |
| 2013 | Tohoku Rakuten Golden Eagles (LP) | Yomiuri Giants (LC)               | 4-3   | Manabu Mima                      |
| 2014 | Fukuoka SoftBank Hawks (LP)       | Hanshin Tigers (LC)               | 4-1   | Seiichi Uchikawa                 |
| 2015 | Fukuoka SoftBank Hawks (LP)       | Tokyo Yakult Swallows (LC)        | 4-1   | Lee Dae-ho                       |
| 2016 | Hokkaido Nippon Ham Fighters (LP) | Hiroshima Toyo Carp (LC)          | 4-2   | Brandon Laird                    |
| 2017 | Fukuoka SoftBank Hawks (LP)       | Yokohama BayStars (LC)            | 4-2   | Dennis Sarfate                   |
| 2018 | Fukuoka SoftBank Hawks (LP)       | Hiroshima Toyo Carp (LC)          | 4-1-1 | Tayuka Kai                       |
| 2019 | Fukuoka SoftBank Hawks (LP)       | Yomiuri Giants (LC)               | 4-0   | Yurisbel Gracial                 |
| 2020 | Fukuoka SoftBank Hawks (LP)       | Yomiuri Giants (LC)               | 4-0   | Ryoya Kurihara                   |
| 2021 | Tokyo Yakult Swallows (LC)        | Orix Buffaloes (LP)               | 4-2   | Yuhei Nakamura                   |
| 2022 | Orix Buffaloes (LP)               | Tokyo Yakult Swallows (LC)        | 4-2-1 | Yutaro Sugimoto                  |
| 2023 | Hanshin Tigers (LC)               | Orix Buffaloes (LP)               | 4-3   | Kōji Chikamoto                   |
| 2024 | Yokohama BayStars (LC)            | Fukuoka SoftBank Hawks (LP)       | 4-2   | Masayuki Kuwahara                |

## Campeonatos por equipo
| Yomiuri Giants                          | 22 | 14 |
| Saitama Seibu Lions (Nishitetsu)        | 13 | 8  |
| Fukuoka SoftBank Hawks (Nankai / Daiei) | 11 | 10 |
| Tokyo Yakult Swallows                   | 6  | 3  |
| Orix Buffaloes (Hankyu)                 | 5  | 9  |
| Chiba Lotte Marines (Mainichi / Taimai) | 4  | 2  |
| Hiroshima Toyo Carp                     | 3  | 5  |
| Hokkaido Nippon Ham Fighters (Toei)     | 3  | 4  |
| Yokohama BayStars (Taiyo)               | 3  | 1  |
| Chunichi Dragons                        | 2  | 8  |
| Hanshin Tigers                          | 2  | 5  |
| Tohoku Rakuten Golden Eagles (Rakuten)  | 1  | 0  |
| Equipos Desaparecidos                   |    |    |
| Osaka Kintetsu Buffaloes                | 0  | 4  |
| Shochiku Robins                         | 0  | 1  |